# Чечужине
Чечу́жине —  село в Україні, у Козельщинській селищній громаді Кременчуцького району Полтавської області. Населення становить 46 осіб. До 2020 орган місцевого самоврядування — Бреусівська сільська рада.

## Географія
Село Чечужине знаходиться між селами Олександрівка Друга і Новоселівка (0,5 км). Селом протікає пересихаючий струмок з загатою.

## Історія
12 червня 2020 року, відповідно до розпорядження Кабінету Міністрів України № 721-р «Про визначення адміністративних центрів та затвердження територій територіальних громад Полтавської області», село увійшло до складу Козельщинської селищної громади.
19 липня 2020 року, в результаті адміністративно - територіальної реформи та ліквідації Козельщинського району, село увійшло до складу новоутвореного Кременчуцького району.